# Pictura gotică

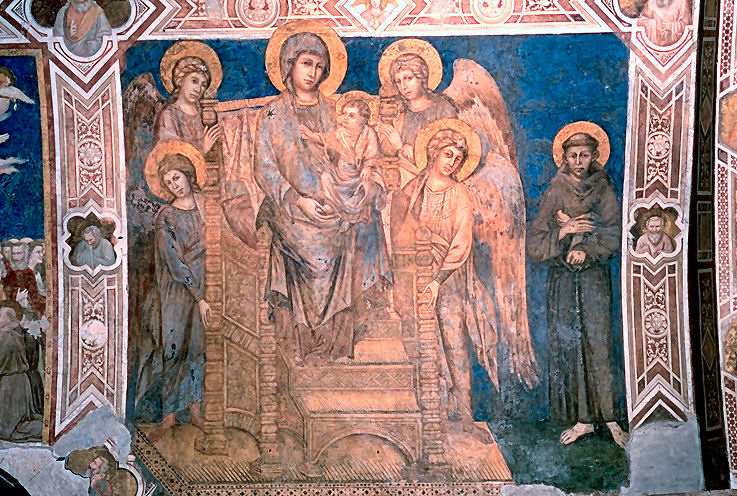
Cimabue, Maestà di Assisi, Bazilica Sfântul Francisc din Assisi (sec. al XIII-lea)

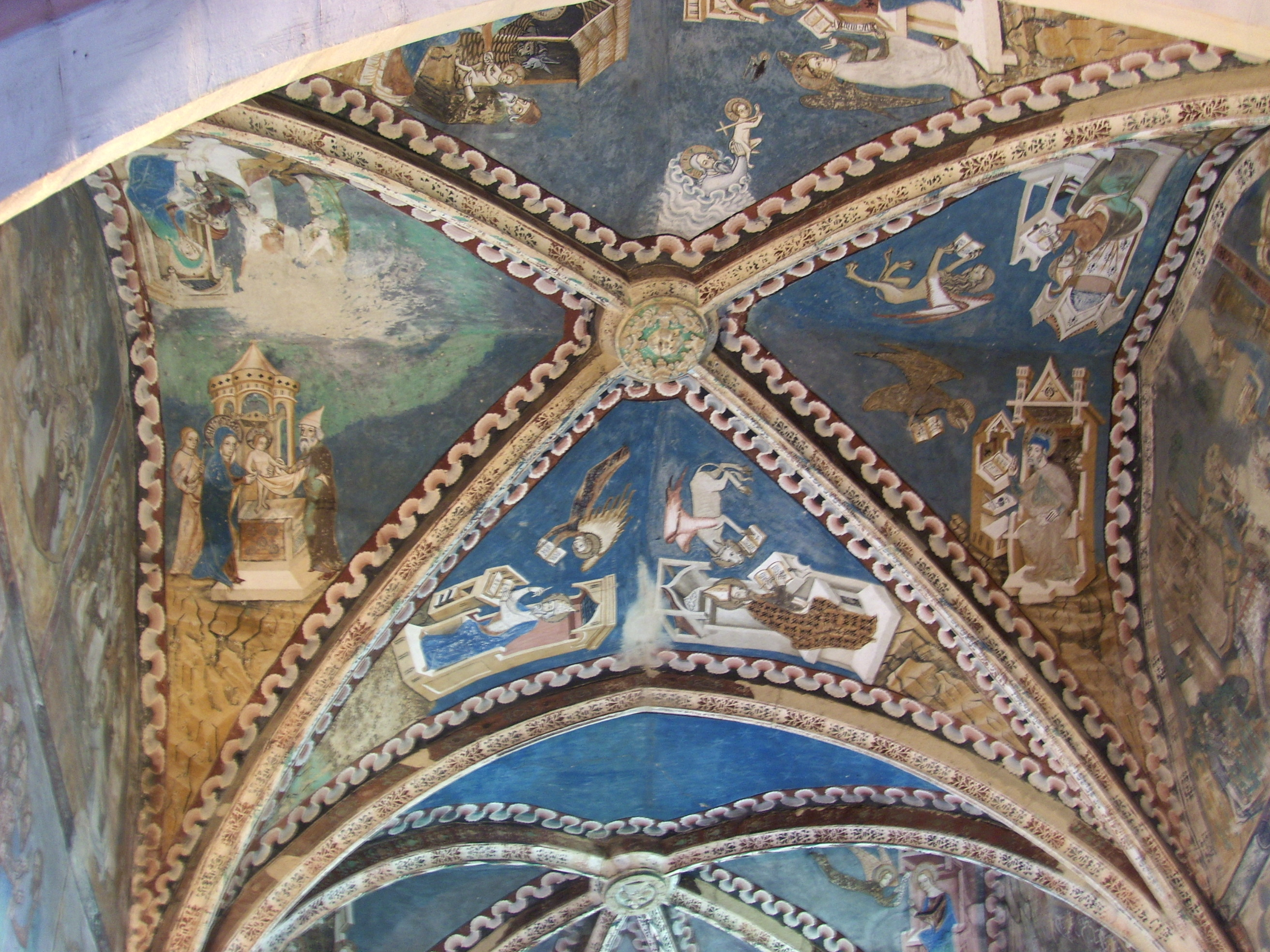
Bolta Bisericii din Mălâncrav (sec. al XIV-lea)

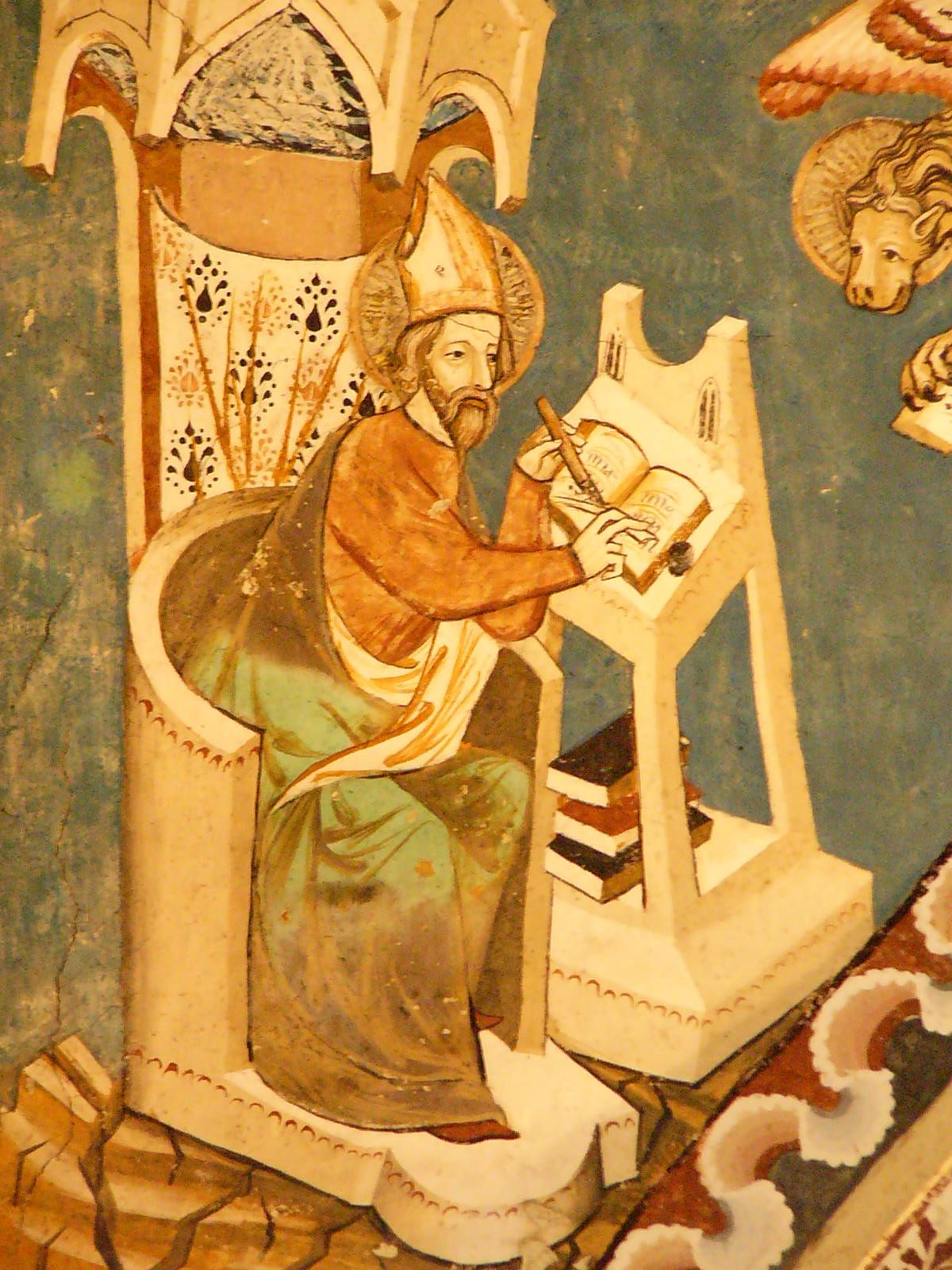
Evanghelistul Marcu, Biserica din Mălâncrav (sec. al XIV-lea)

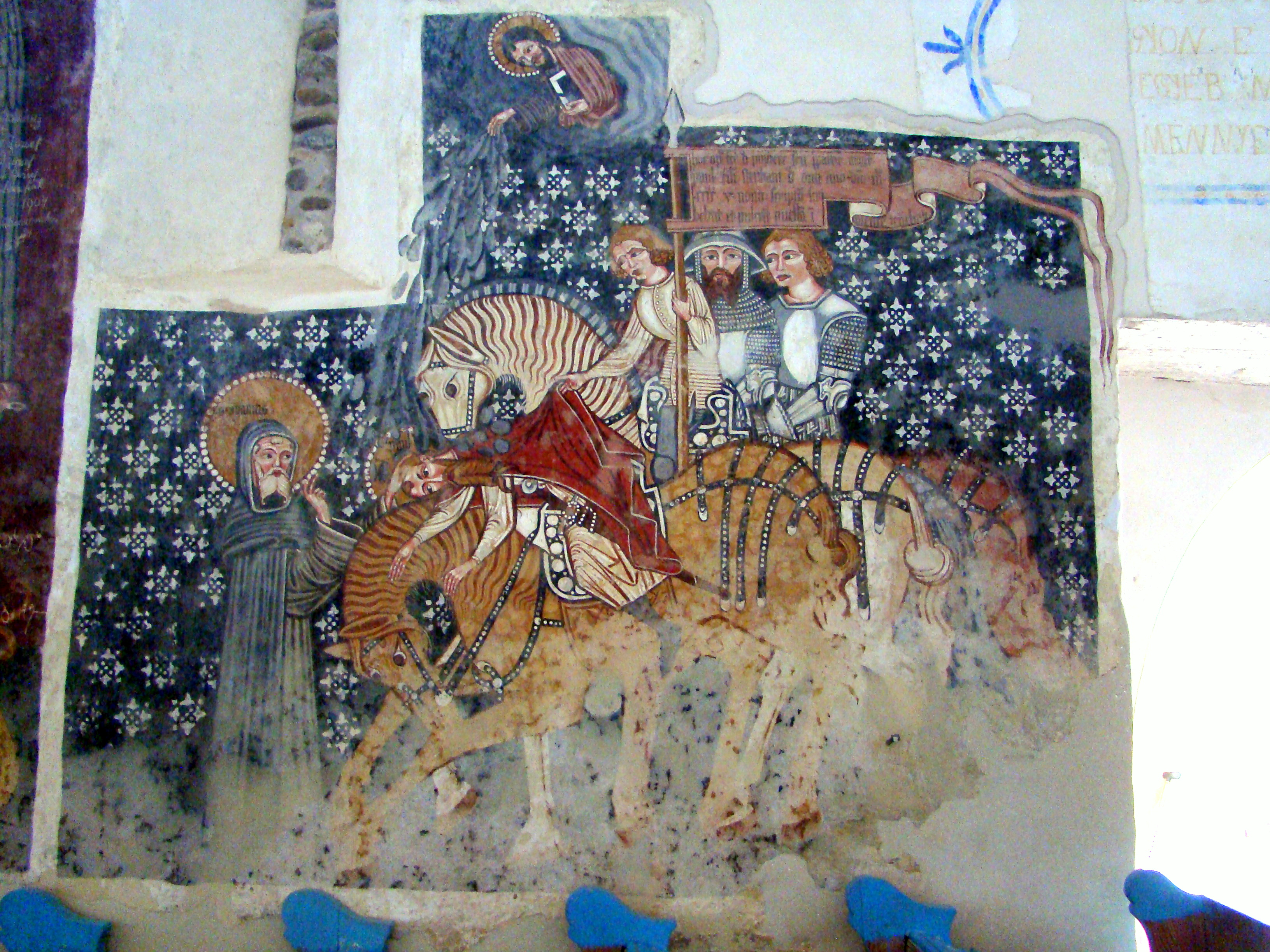
Detaliu din legenda Sf. Ladislau, Biserica fortificată din Dârjiu (1419)

Pictura gotică s-a dezvoltat din secolul al XII-lea până în secolul al XVI-lea. Caracteristic pentru pictura gotică este răspândirea ei atât sub forma tablourilor pe lemn și pe zid (fresce), cât și sub forma vitraliilor, care au constituit o noutate față pe pictura romanică.

## Începuturi
La sfârșitul perioadei romanice, pictura încă mai era considerată o artă de mică importanță, folosită doar pentru a decora suprafețele pentru care nu se găseau metode de acoperire mai ample sau mai bogate. Acolo unde acest lucru era posibil, se preferau tapițeriile, mozaicurile, metalele prețioase sau sculpturile. Pictorul obișnuit era chemat doar să coloreze sculpturile create de alte mâini sau să decoreze pereții; cea mai prețuită formă de pictură era cea realizată de generații întregi de călugări în scriptorii (camere de scris), acolo unde își ilustrau manuscrisele cu picturi pline de viață, foarte frumos conturate, numite anluminuri.
La sfârșitul secolului al XIII-lea societatea europeană s-a dezvoltat, oferind noi oportunități pentru artiști. Puterea economică a orașelor s-a manifestat și în plan artistic. Își doreau picturi nu doar aristocrația și clericii, ci și orășenii prosperi, și acesta în primul rând din motive de evlavie. În același timp, din ce în ce mai mulți oameni au devenit culți, cititori de carte, creând o cerere din ce în ce mai mare de publicații laice (non-religioase). Treptat, artiștilor care aparțineau unui ordin monahal li s-au alăturat artiști laici, cu propriile lor ateliere. În ciuda faptului că statutul lor social a rămas relativ scăzut, numele mai multor artiști și o seamă de informații despre ei au început să fie cunoscute.

## Noi oportunități
La începutul secolului al XIII-lea au fost introduse icoanele ca fundal al celebrării liturgice, luând deseori forma unui obiect cu două (diptic), trei (triptic) sau mai multe panouri (panele) pictate, puse laolaltă pentru a forma un grup sau o anumită scenă. Unul din subiectele des abordate îl reprezenta tabloul votiv al donatorului (persoana care plătise și care donase piesa respectivă). Pictarea unei icoane reprezenta o provocare pentru pictor și în același timp o oportunitate, deoarece îi punea la dispoziție un spațiu asupra căruia se vor focaliza atenția și emoțiile întregii congregații.
Pictura murală a luat avânt și ea, parțial datorită creșterii ordinelor mendicante. Pictura reprezenta cel mai potrivit mod de a le decora, mai ales pentru că mozaicul se executa mult mai dificil și, în același timp, reprezenta o artă mult prea generoasă pentru un ordin dedicat sărăciei și umilinței, cum era cel franciscan.
Viața și activitatea Sfântului Francisc (1182-1226) au influențat, într-o mare măsură, cursul viitor al picturii. Bucuria Sfântului Francisc pentru viața în natură i-a determinat pe mulți oameni să fie interesați de realitățile imediate, înconjurătoare, ale lumii. Tendința principală a picturii medievale din secolul al XIII-lea a reflectat această nouă atitudine.
O altă tendință religioasă, cu consecințe deosebite pentru artă, a reprezentat-o întărirea cultului care o venera pe Fecioara Maria. Franciscanii au fost cei care, în mod deosebit, au încurajat evlavia față de Sfânta Fecioară, care a atins cote foarte înalte începând cu secolul al XIII-lea. Cultul pentru o personalitate umană și feminină (întărit de fiul ei sau chiar de moartea acestuia) a avut tot o influență umanizatoare asupra modului de abordare a religiei și, drept consecință, asupra artei, în general, acolo unde aceste subiecte deveniseră populare.

## Maeștri italieni
Multe din aceste realizări au început să apară în Italia, cu mult înainte de a se face simțite în alte locuri ale Europei. Doi mari maeștri ai sfârșitului de secol XIII, Cimabue și Duccio, sunt recunoscuți drept fondatori ai realismului vizual în pictură, curent care a reprezentat principala tendință a artei europene până târziu, în secolul XX. Altarele pictate de cei doi care s-au păstrat și care au devenit faimoase, o reprezintă pe Madonna (Sfânta Fecioară Maria) alături de Pruncul Sfânt.

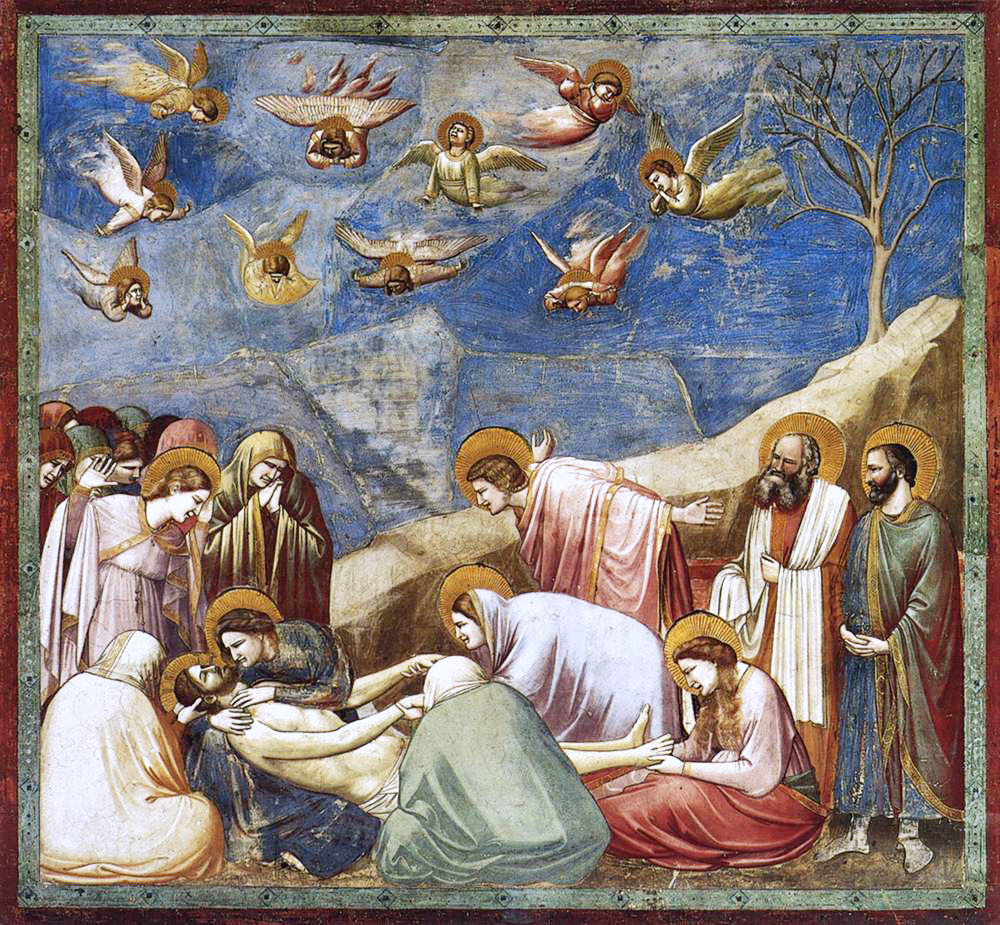
Giotto: Plângerea la mormânt (Scene din viața lui Isus), 1304-1306 - Capela Scrovegni, Padova

Cimabue și Duccio au fost repede depășiți de un artist care era cu doar câțiva ani mai tânăr ca ei. Pictorul Giotto di Bondone (1267-1337), primul reprezentant al marilor maeștri florentini, a devenit faimos chiar în timpul vieții sale și a avut o carieră strălucită. Cu toate că activitatea sa se situa cu mult înaintea vremurilor sale, multe din inovațiile lui nu au fost preluate și utilizate de alți artiști, vreme de un secol sau chiar mai mult. Personajele create de el sunt robuste și par a fi perfect ancorate în fundalul pe care erau pictate. Cu toate acestea, ele par capabile să se miște și chiar să existe, în ciuda unui fundal natural sau arhitectural care creează un spațiu ce exprimă o anumită adâncime. Acest talent a reprezentat marea lui abilitate, abilitate care a făcut din Giotto un mare pictor dramatic.